# Lamprocopa nigripennis
Lamprocopa nigripennis là một loài bọ cánh cứng trong họ Chrysomelidae. Loài này được Laboissiere miêu tả khoa học năm 1921.